# أريدي متغضن
أريدي متغضن (الاسم العلمي:Aerides crispa) هو نوع من النباتات يتبع جنس الأريدي من الفصيلة السحلبية.